# Металлист (станция)
Металли́ст — конечная станция ветки Окская — Металлист Горьковской железной дороги. Находится в городе Павлово Нижегородской области. Основана в 1927 году. Служит для сообщения со станцией «Нижний Новгород-Московский» (Нижний Новгород).
В 2015 году построено новое здание вокзала совмещенного с автостанцией. Старое деревянное здание (постройки 1920-х годов) находившееся немного в стороне от современного было снесено.